# 值域
在数学中，函数的值域（英語：Range）是由定义域中一切元素所能產生的所有函數值的集合。有时候也称为函数的像。
给定函数{\displaystyle f:A\rightarrow B}，集合{\displaystyle f(A)}被称为是{\displaystyle f}的值域，记为{\displaystyle R_{f}}。值域不应跟陪域{\displaystyle B}相混淆。一般来说，值域只是陪域的一个子集。

## 例子
假设函数{\displaystyle f}为定义在实数上的函数：
{\displaystyle f:\mathbb {R} \rightarrow \mathbb {R} }
定义为
{\displaystyle f:x\mapsto x^{2}}
{\displaystyle f}的陪域为{\displaystyle \mathbb {R} }，但明顯地{\displaystyle f(x)}不會取到负数值，因此，事实上值域只是非负实数集合{\displaystyle \mathbb {R} ^{+}\cup \{0\}}，即区间{\displaystyle [0,\infty )}：
{\displaystyle 0\leq f(x)<\infty }。

## 求法

### 基本方法
初等函数的值域求法一般为：
1. 观察法
2. 不等式法
3. 反函数法
4. 复合函数法
5. 配方法
6. 判别式法
7. 图像求值

#### 观察法
例如：{\displaystyle y=3-{\sqrt {x}}}
由{\displaystyle {\sqrt {x}}\geq 0}
{\displaystyle \Rightarrow -{\sqrt {x}}\leq 0}
所以值域为{\displaystyle (-\infty ,3]}。

#### 反函数法
先求得所要计算的函数的反函数，则反函数的定义域即为原函数的值域。
例如：{\displaystyle y={\sqrt[{3}]{x}}}
它的反函数为{\displaystyle x=y^{3}}
反函数的定义域为：{\displaystyle (-\infty ,+\infty )}
则原函数{\displaystyle y={\sqrt[{3}]{x}}}的值域为：{\displaystyle (-\infty ,+\infty )}

#### 图像求值
画出連續函数的图像，则函数图像纵轴的最小值和最大值（若有）组成的区间即为函数的值域。